# スコット・ソームズ
スコット・ソームズ（Scott Soames [soʊmz]、1945年 - ）は、アメリカの哲学者。南カリフォルニア大学哲学教授。専門は言語哲学と分析哲学史。ソール・クリプキの言語哲学を受け継ぎ、発展させている。二次元主義的意味理論の主要な批判者。ドナルド・トランプの支持者である。

## 経歴
1945年生まれ。スタンフォード大学卒業後、マサチューセッツ工科大学で哲学と言語学を専攻し、哲学でPh.D.を取得。
イェール大学で教えた後、1980年から2004年までプリンストン大学で教鞭を執った。
2004年以降は南カリフォルニア大学哲学部で教授を務めている。